# 小宮和枝
小宮 和枝（こみや かずえ、1952年7月12日 - ）は、日本の女優、声優。東京都出身。テアトル・エコー所属。
声優としての代表作に『ハーイあっこです』のあっこ、『うる星やつら』のラン（2代目）、『ER緊急救命室』のケリー・ウィーバー役、『24 -TWENTY FOUR-』の大統領夫人役など。
洋画ではウーピー・ゴールドバーグ、ナンシー・アレン（共に専属・フィックス）、ベット・ミドラー、イメルダ・スタウントン、キャシー・ベイツなどを担当している。

## 来歴
アナウンサーになりたいと思っており、東京放送児童劇団から、合唱団と児童劇団の募集があり、音楽の教師に推薦してもらい、NHK東京放送会館に試験を受けに行った。
小宮は合唱団だと思っていたが、小学校2年生で受かり、中学校3年生まで東京放送児童劇団に在団していた。
児童劇団退団後、NHKの青少年部でファンレターの返事書きなどのアルバイトをしていた時にデスクの前にあった『新劇』という雑誌で井上ひさしの戯曲が載っていたのを見て、その後ろに「テアトル・エコーで上演予定」とあったことで観に行こうと思ったことがテアトル・エコー入団のきっかけだった。
東京都立城南高等学校（現：東京都立六本木高等学校）卒業。
劇団俳優小劇場附属養成所、テアトル･エコー附属研究所卒業。
『トロイアの女たち』のパラスアテナ役で初舞台。
テアトル・エコーは声優が多かったことからその波に乗り、声優としての活動を始める。
2021年、第15回声優アワードにて外国映画・ドラマ賞を受賞。

## 人物
趣味・特技はジャズダンス、ヒップホップダンス、三味線、長唄、マラソン、日本舞踊。
モットーは「職場は楽しく」。
3歳年上の兄がいる。

### 特色
アニメ、洋画など多数出演。
演じる役柄は幅広く、すごみのある中年の女性役、少年役、落ち着いた女性役などを演じている。

## 出演
太字はメインキャラクター。

### テレビアニメ
1973年
- 荒野の少年イサム

1974年
- アルプスの少女ハイジ
- 柔道讃歌
- ど根性ガエル

1975年
- 宇宙の騎士テッカマン（ムータン）
- 元祖天才バカボン（1975年 - 1977年）
- キリンのものしり館（ネズミ）
- タイムボカン（お姫様）
- 勇者ライディーン（1975年 - 1976年、のすけ）
- ラ・セーヌの星（マリー・テレーズ）

1976年
- ブロッカー軍団IVマシーンブラスター（ピコット）
- まんが 花の係長
- UFO戦士ダイアポロン（ミキ）

1977年
- あしたへアタック!（杉原ゆかり）
- 家なき子
- 一発貫太くん（戸馳四郎）
- ドカベン（1977年 - 1979年、女生徒B、あきら、よう子、綾子）
- とびだせ!マシーン飛竜（ツンツン、バーバラ）
- 氷河戦士ガイスラッガー（タニ・マリ）
- ヤッターマン（ベニッフル）
- 若草のシャルロット（サミー、アンドレ〈少年〉）

1978年
- 科学忍者隊ガッチャマンII（パイマー、サミー・パンドラ）
- 新・エースをねらえ!（音羽京子）
- 闘将ダイモス（めい）
- ルパン三世 (TV第2シリーズ)（1978年 - 1979年）

1979年
- 金髪のジェニー（ジェニー・リード）
- こぐまのミーシャ（1979年 - 1980年、ミルミル）
- 闘士ゴーディアン（アニタ）

1980年
- 科学忍者隊ガッチャマンF（リスカ、エリカ）
- 釣りキチ三平（光子）
- 鉄人28号（秘書）
- とんでも戦士ムテキング（遊木小春）
- ニルスのふしぎな旅（1980年 - 1981年、弟、妹ヘビ、ダンフィンの姉、ウサギ、ガンの子供達、メアリー 他）
- ベルサイユのばら
- 無敵ロボ トライダーG7（良一）

1981年
- あしたのジョー2
- うる星やつら（1981年 - 1986年、ラン〈2代目〉 他）
- 最強ロボ ダイオージャ（王妃、ユリア姫 他）
- 新・ど根性ガエル
- ダッシュ勝平（夏かおり）
- ヤットデタマン（夫人）
- 六神合体ゴッドマーズ（1981年 - 1982年、グール、スナッパー）

1982年
- 愛の戦士レインボーマン（フェアリ・ロゼ）
- おちゃめ神物語コロコロポロン（アンビトリテ）
- 逆転イッパツマン（コスイネンの妻 / アンナ）
- 白い牙 ホワイトファング物語（アリス・スコット）
- 戦闘メカ ザブングル（1982年 - 1983年、グレタ）
- 二死満塁（チビ六の母）
- 忍者マン一平（伊賀山、一平&三平の母）
- パタリロ!（サミエル）
- 魔法のプリンセス ミンキーモモ（ケン、サキ、リプリー、ピーチボーイ）
- 野生のさけび

1983年
- さすがの猿飛（ピーコ、聖子）
- 聖戦士ダンバイン（占い師）
- ミームいろいろ夢の旅（大谷大助〈3代目〉、博士）

1984年
- あした天気になあれ（ルリ子）
- アタッカーYOU!（並木峯子）
- OKAWARI-BOY スターザンS（狩上リーズ）
- Gu-Guガンモ（松任屋弓子〈2代目〉）
- Dr.スランプ アラレちゃん（カン太）
- 北斗の拳（セラ）

1985年
- 昭和アホ草紙あかぬけ一番!（石打萌子）
- ダーティペア（リタ）
- タッチ（1985年 - 2001年、上杉達也〈子供時代〉、上杉晴子、マネージャー、ジーナ） - 1シリーズ + 特別編2作品
- 夢の星のボタンノーズ（クリップ）

1986年
- 青春アニメ全集 伊豆の踊子（千代子）
- ドテラマン（中村優子（マリ子の母）、女）
- プロゴルファー猿（ボギー、球一郎）
- Mr.ペンペン（フミヤ）
- めぞん一刻（かすみ、三鷹の母）

1987年
- グリム名作劇場（1987年 - 1988年、おきさき、魔女）
- トランスフォーマー ザ☆ヘッドマスターズ（1987年 - 1988年、ウィーリー、カーリー）
- Bugってハニー（おどひめ様 他）
- 陽あたり良好!（水沢千草）

1988年
- いきなりダゴン（ダゴン）
- F-エフ
- ハーイあっこです（あっこ〈坂本あつこ〉）
- 魔神英雄伝ワタル（おミツ）

1989年
- 青いブリンク（女王、マダム）
- 悪魔くん（モーラ）
- 昆虫物語 みなしごハッチ（1989年 - 1990年、トシ坊のママ、ピョンタの母）
- ミスター味っ子（甲山の奥さん）

1990年
- 三丁目の夕日
- ピグマリオ（メデューサ）
- 桃太郎伝説 PEACHBOY LEGEND（雪女）
- 魔法使いサリー（1989年版）（ケン太）

1991年
- 絶対無敵ライジンオー（大介の母、ベジベジ）
- 楽しいムーミン一家（母親）
- まじかる☆タルるートくん（カミナリ様）

1992年
- クッキングパパ（森山ヨシ子）
- 元気爆発ガンバルガー（バタフラー）
- コビーの冒険（オリビア）
- 見ると強くなる 痛快!横綱アニメ ああ播磨灘（千鶴）
- ファンタジーアドベンチャー 長靴をはいた猫の冒険（ザキル）
- ロビンフッドの大冒険（バーボネラ）

1993年
- 無責任艦長タイラー（ベティー）

1994年
- 赤ずきんチャチャ（ドリス）

1995年
- アニメ世界の童話（女王）
- 魔法陣グルグル（ブーゲンビリア）

1996年
- 赤ちゃんと僕（小林先生）
- いじわるばあさん（伊知割ミチコ）
- ハーメルンのバイオリン弾き（メデューサー）

1998年
- Weiß kreuz（日影）
- スーパードール★リカちゃん（香山七重、香山八重）
- 魔術士オーフェン（1998年 - 1999年、ティシティニー） - 2シリーズ
- LEGEND OF BASARA（マダム・バタフライ）

1999年
- ごぞんじ!月光仮面くん（PTA会長）
- 地球防衛企業ダイ・ガード（青山の母）
- ワイルドアームズ トワイライトヴェノム（女）

2001年
- ヴァンドレッド the second stage（ガスコーニュの姉）

2002年
- 七人のナナ（半田和枝）
- 花田少年史（浪人生の母）
- フォルツァ!ひでまる（十兵衛）
- ポケットモンスター（シマ）

2003年
- 明日のナージャ（ヨハンナ）
- 鋼の錬金術師（レビ）

2004年
- 蒼穹のファフナー（日野恵）
- 妄想代理人（猪狩美佐江）
- MONSTER（ルンゲの妻）

2005年
- ガラスの仮面（原田菊子）
- ギャラリーフェイク（女店主）
- 蒼穹のファフナー RIGHT OF LEFT（日野恵）
- 遊☆戯☆王デュエルモンスターズGX（タニヤ）

2006年
- エンジェル・ハート（ジョナサンのママ）
- すもももももも 地上最強のヨメ（中慈馬キミエ）
- 西の善き魔女 Astraea Testament（メニエール猊下）

2007年
- Yes!プリキュア5（ハデーニャ）
- スカルマン（黒潮沙羅）

2008年
- アリソンとリリア（ノーマ）

2010年
- おとめ妖怪 ざくろ（櫛松）

2012年
- はなかっぱ（佐藤先生の母、くだらん）

2014年
- PSYCHO-PASS サイコパス（東金美沙子）

2018年
- 鬼灯の冷徹（天探女）
- レイトン ミステリー探偵社 〜カトリーのナゾトキファイル〜（2018年 - 2019年、イルダ・ホワイトホール）

2020年
- サザエさん（2020年 - 2023年、五十嵐夫人）

2021年
- 舞妓さんちのまかないさん（お師匠さん）

2022年
- 機動戦士ガンダム 水星の魔女（2022年 - 2023年、カル） - 2シリーズ

2023年
- MIX MEISEI STORY 2ND SEASON 〜二度目の夏、空の向こうへ〜（西村鈴子）
- SYNDUALITY Noir（2023年 - 2024年、マム） - 2シリーズ

2025年
- 最強の王様、二度目の人生は何をする?（シンシア・グッドスカイ）

### 劇場アニメ
1978年
- さらば宇宙戦艦ヤマト 愛の戦士たち（サーベラー）

1979年
- エースをねらえ!（劇場版）（音羽京子）

1980年
- がんばれ!! タブチくん!! 初笑い第3弾 あゝツッパリ人生

1983年
- ゴルゴ13（リタ）
- ザブングル グラフィティ

1985年
- うる星やつら3 リメンバー・マイ・ラブ（ラン）
- Gu-Guガンモ（松任屋弓子）

1986年
- アリオン（幼い日のアリオン）
- うる星やつら4 ラム・ザ・フォーエバー（ラン）
- 11ぴきのねことあほうどり（市長の妻）
- スーパーマリオブラザーズ ピーチ姫救出大作戦!（クリボーB）
- タッチ 背番号のないエース（上杉晴子）
- タッチ2 さよならの贈り物（上杉晴子）

1987年
- タッチ3 君が通り過ぎたあとに（上杉晴子）

1988年
- うる星やつら 完結篇（ラン）
- 機動戦士ガンダム 逆襲のシャア（キャサリン）
- 陽あたり良好! KA・SU・MI 夢の中に君がいた（水沢千草）

1991年
- うる星やつら いつだってマイ・ダーリン（ラン）

1992年
- キャンディ♡キャンディ（ラガン夫人）

1993年
- Dr.スランプ アラレちゃん んちゃ!ペンギン村より愛をこめて（お后）

1994年
- Dr.スランプ アラレちゃん んちゃ!!わくわくハートの夏休み（ヴァンドラ）

1996年
- ハーメルンのバイオリン弾き（メデューサー）

1999年
- スーパードール★リカちゃん リカちゃん絶体絶命! ドールナイツの奇跡（香山七重、香山八重）

2010年
- 映画 プリキュアオールスターズDX2 希望の光☆レインボージュエルを守れ!（ハデーニャ）

2011年
- 手塚治虫のブッダ -赤い砂漠よ!美しく-

2012年
- グスコーブドリの伝記（赤ひげの奥さん）

### OVA
1985年
- うる星やつら 了子の9月のお茶会（ラン）
- ドリームハンター麗夢（麗夢の母）
- ラブ・ポジション ハレー伝説（看護婦）

1986年
- うる星やつら アイム THE 終ちゃん（ラン）
- コスモス・ピンクショック（女艦長）

1987年
- うる星やつら 夢の仕掛人 因幡くん登場! ラムの未来はどうなるっちゃ!?（ラン）
- ダーティペア（サンドラ）

1988年
- うる星やつら 怒れシャーベット（ラン）

1989年
- うる星やつら 月に吠える（ラン）
- うる星やつら ハートをつかめ（ラン）
- 九鬼谷温泉艶笑騒動譚 まんだら屋の良太（染子）

1990年
- 日本のおとぎばなし・世界の童話（ナレーター）
- はないちもんめ（おかあ）

1991年
- けっこう仮面（ゲシュタポ子）
- 超人ロック 新世界戦隊（長官）

1992年
- 絶対無敵ライジンオー 初恋大作戦!（邪悪獣ハツコーイ）

1993年
- ジャイアントロボ THE ANIMATION -地球が静止する日（1993年 - 1998年、青面獣の楊志）

1994年
- プリンセス・ロード 薔薇と髑髏の紋章（カーラ）

1995年
- 鉄腕GinRei Episode.23 禁断の果実を奪還せよ 極楽大作戦!!（楊志）

1996年
- ぞくぞく村のオバケたち（魔女のオバタン）

1998年
- 聖少女艦隊バージンフリート（壬生ノ涼暮）

2000年
- ビデオアニメ館 日本おとぎばなし
- 世にも恐ろしい日本昔話「浦島太郎」（お亀）

2008年
- やなせたかしメルヘン劇場 ほしのこルンダ（デモンガ）

2010年
- うる星やつら ザ・障害物水泳大会（ラン）

2017年
- ストライク・ザ・ブラッド II（暁緋紗乃）

### Webアニメ
- ぶらどらぶ（2021年、婆さん）

### ゲーム
1990年
- うる星やつら STAY WITH YOU（ラン）

1991年
- コブラII 伝説の男（ドミニク）

1994年
- うる星やつら 〜ディア マイ フレンズ〜（ラン）
- EMIT（ナレーション）

1999年
- 聖少女艦隊バージンフリート（壬生ノ涼暮）

2000年
- エターナルアルカディア（テオドーラ）

2001年
- ジオニックフロント 機動戦士ガンダム0079（ソフィ・フラン）
- スーパーロボット大戦α外伝（グレタ・カラス）
- スタートリングアドベンチャーズ 空想3×大冒険（ペグ母）

2003年
- ゲゲゲの鬼太郎 異聞妖怪奇譚

2007年
- すもももももも 地上最強のヨメ 継承しましょ!? 恋の花ムコ争奪戦!!（中慈馬キミエ）
- マブラヴ ALTERED FABLE（シェリル・ターナー）

2008年
- スーパーロボット大戦Z（グレタ・カラス）

2012年
- Dragon Age II（エルシナ大司教）

2016年
- SDガンダム GGENERATION GENESIS（ソフィ・フラン）

2017年
- ドラゴンズドグマオンライン（ベルタ）

2018年
- レインボーシックス シージ（Drマッキントッシュ)

2023年
- 機動戦士ガンダム U.C. ENGAGE（ソフィ・フラン）

### ドラマCD
1992年
- 絶対無敵ライジンオー ドラマCDスペシャル 絶対無敵の玉手箱（トウトウココマデヤッチマッタ）（ウッフーン）

2000年
- 彼方から vol.4-6（ゼーナ）

2004年
- 音盤物語 八雲立つ 巻之参 鬼哭の辻・綺羅火（古代編）（美代：尼辻の女将）

2011年
- おとめ妖怪 ざくろ ドラマCD 活劇音盤 〜さき、共々と〜（櫛松）

2012年
- おとめ妖怪 ざくろ ※コミックス第8巻ドラマCD付き限定版（櫛松）

### 吹き替え

#### 担当女優
アリソン・ジャネイ
- ザ・クリエイター/創造者（ハウエル大佐）
- SPY/スパイ（エレイン・クロッカー）
- ヘルプ 〜心がつなぐストーリー〜（シャーロット・フェラン）

イメルダ・スタウントン
- アーサー・クリスマスの大冒険（サンタクロース夫人）
- いつか晴れた日に（シャーロット・パーマー）
- ダウントン・アビー（モード・バッグショー）
  - ダウントン・アビー/新たなる時代へ

- チキンラン（バンティ）
- ナニー・マクフィーの魔法のステッキ（ブレザーウィック夫人）※ソフト版
- ハリー・ポッターシリーズ（ドローレス・アンブリッジ）
  - ハリー・ポッターと不死鳥の騎士団
  - ハリー・ポッターと謎のプリンス
  - ハリー・ポッターと死の秘宝 PART1

- パレードへようこそ（ヘフィナ・ヒードン）

ウーピー・ゴールドバーグ
- アラン・スミシー・フィルム（本人役）
- エディー 勝利の天使（エドウィナ・“エディー”・フランクリン）
- NHKドキュメント 野生発見の旅 「動物園の赤ちゃんとウーピー・ゴールドバーグ」（本人役）
- ゴースト/ニューヨークの幻（オダ・メイ・ブラウン）※ソフト版
- 17歳のカルテ（ヴァレリー）
- シンデレラ（王妃）※NHK-BS2版
- セサミストリート ※NHK教育テレビ版
- チャンス!（ローレル・エアーズ）
- T-REX（ケイティ・コルトレーン）
- ディープエンド・オブ・オーシャン（キャンディ・ブリス）
- ページマスター（ファンタジー）
- ボーデロ・オブ・ブラッド/血まみれの売春宿（病院の患者）
- マペットのメリー・クリスマス（ダニエルのボス）
- メイド・イン・アメリカ（サラ・マシューズ）
- モンキーボーン（デス）
- レプリコーン 妖精伝説

エレン・バーキン
- オーシャンズ13（アビゲイル・スポンダー）※フジテレビ版
- シー・オブ・ラブ（ヘレン）※ソフト版
- マン・フロム・トロント（ハンドラー）

キャシー・ベイツ
- アメリカン・ホラー・ストーリー：シーズン3〜6 8（アイリス）
- アリス（女王）
- 80デイズ（ヴィクトリア女王）※テレビ東京版
- 神さま聞いてる? これが私の生きる道?!（シルヴィア）
- ザ・テキサス・レンジャーズ（マー・ファーガソン州知事）
- ハリーズ・ロー 裏通り法律事務所（ハリエット・“ハリー”・コーン）
- フライド・グリーン・トマト（エヴリン・カウチ）
- 黙秘（ドロレス・クレイボーン）※テレビ東京版
- リチャード・ジュエル（ボビ・ジュエル）
- レボリューショナリー・ロード/燃え尽きるまで（ヘレン・ギヴィングス）

クリスティーン・バランスキー
- グッド・ワイフ（ダイアン・ロックハート）
  - グッド・ファイト

- ビッグバン★セオリー/ギークなボクらの恋愛法則（ビヴァリー・ホフスタッター）

ジョーン・キューザック
- アダムス・ファミリー2（デビー・ジェリンスキー）
- イン&アウト（エミリー・モンゴメリー）
- スマイル・ライク・ユアーズ/緊急!子づくり宣言（ナンシー・テレン）
- ヒーロー/靴をなくした天使（エヴリン・ラプラント）※日本テレビ版
- ワーキング・ガール（シンシア）※ソフト版

ナンシー・アレン
- 殺しのドレス（リズ・ブレーク）※TBS版
- フィラデルフィア・エクスペリメント（アリソン）※フジテレビ版
- ポルターガイスト3 / 少女の霊に捧ぐ…（パトリシア・ガードナー）
- ミッドナイトクロス（サリー）※TBS版
- ロボコップシリーズ（アン・ルイス刑事）
  - ロボコップ ※テレビ朝日版
  - ロボコップ2 ※テレビ朝日版・ソフト版
  - ロボコップ3
  - メイキング・オブ・ロボコップ（本人）

ベット・ミドラー
- かぞくモメはじめました（ダイアン）
- ザ・シンプソンズ（本人役）
- ジプシー（マダム・ローズ）
- ステップフォード・ワイフ（ボビー・マーコウィッツ）
- ハート・オブ・ウーマン（パーキンス医師）※日本テレビ版
- ビッグ・ビジネス（セイディ）※テレビ東京版
- ファンタジア2000
- フォエバー・フレンズ（C・C・ブルーム）※テレビ東京版
- 私がケーキを焼く理由（ベニータ）

マーゴ・マーティンデイル
- 最高の家族の見つけかた（サリー・ホーラー）
- ジ・アメリカンズ（クラウディア）
- ミセス・アメリカ 〜時代に挑んだ女たち〜（ベラ・アプツーグ）

マリアンヌ・ジャン＝バプティスト
- ピーターラビット（支配人）
- ブラインドスポット タトゥーの女（ベサニー・メイフェア）
- ブロードチャーチ2〜殺意の町〜（シャロン・ビショップ）
- ロボコップ（カレン・ディーン本部長）

#### 映画
- アウト・オブ・サイト（カレン・シスコ〈ジェニファー・ロペス〉）※ソフト版
- 悪魔のビンゴカード（ルピタ〈アドリアナ・バラッザ〉）
- あなただけ今晩は（ロリータ）※TBS版
- アマゾネス
- アマデウス（カヴァリエリ〈クリスティーン・エバーソール〉）
- 雨に降られて（妻〈アリス・ダヴェンポート〉）
- アメリカン・グラフィティ（ウェンディ〈デビー・セリズ〉、ファルファの連れの女〈デブラリー・スコット〉、サンダーバードのブロンド女〈スザンヌ・ソマーズ〉）※TBS版
- アラジン[70]
- アルビン/歌うシマリス3兄弟（獣医〈エイドリアン・レノックス〉）
- アントワン・フィッシャー きみの帰る場所（アネット・エルキンズ）
- イズント・シー・グレート（フローレンス・メイベル〈ストッカード・チャニング〉）
- イルマーレ（ケイトの母親）
- インディ・ジョーンズ/魔宮の伝説（ウィリー・スコット〈ケイト・キャプショー〉）※テレビ朝日版
- インティマシー/親密（ベティ〈マリアンヌ・フェイスフル〉）
- インフェルノ（看護婦）※テレビ東京版
- ウエディング宣言（ルビー〈ワンダ・サイクス〉）
- ウォリアーズ（マーシー〈デボラ・ヴァン・フォルケンバーグ〉）
- 宇宙からのツタンカーメン（ジェイミー・レイノルズ）
- ウディ・アレンの誰でも知りたがっているくせにちょっと聞きにくいSEXのすべてについて教えましょう（ヘレン・レイシー）
- 浮気なシナリオ（ブリジット・ベインズ）
- エイリアン2（バスクエス〈ジェニット・ゴールドスタイン〉）※テレビ朝日版・テレビ朝日版特別編
- オール・ザット・ジャズ（ステイシー）※LD版
- 狼男アメリカン（スーザン・ギャラガー）
- おかしなおかしな訪問者（フレネゴンド、ベアトリス〈ヴァレリー・ルメルシェ〉）
- オズ（モンビIII）※劇場公開版
- 踊る大紐育（ヒルディ〈ベティ・ギャレット〉）※日本テレビ版
- カーテンコール/ただいま舞台は戦闘状態（ドティ・オトレー〈キャロル・バーネット〉）
- ガール6（ボス#3〈マドンナ〉）
- カイロの紫のバラ（リタ〈デボラ・ラッシュ〉）
- ガウディアフタヌーン（フランキー・スティーヴンス〈マーシャ・ゲイ・ハーデン〉）
- カサノバ
- カリフォルニア・ドールズ（モリー〈ローレン・ランドン〉）
- カリブの嵐（アリス）※テレビ朝日版
- 華麗なる相続人（ヴィヴィアン・ニコルズ〈ミシェル・フィリップス〉）
- 華麗なるヒコーキ野郎（モード〈マーゴット・キダー〉）
- 君がいた夏（ロビン・パークス、レスリー・ジョーダン〈ベス・ブロデリック〉）
- キャスパー（キャリガン〈キャシー・モリアーティ〉）※日本テレビ版
- キャット・ピープル（フェモリー〈ルビー・ディー〉）※ソフト版
- キャノンボール（ジル・リバーズ[71]）※テレビ朝日版
- キャノンボール2（ベティ〈マリル・ヘナー〉）
- キャノンボール3 新しき挑戦者たち（ティファニー）※TBS版
- キャプテン・ウルフ
- C.A.T.スクワッド2/国際テロパイソン・ウルフの挑戦状（ニッキ・パパス〈デボラ・ヴァン・フォルケンバーグ〉）
- キング・コング（舞台女優〈ロレイン・アシュボーン〉）
- キンダガートン・コップ（オハラ〈パメラ・リード〉）※テレビ朝日版、（ジリアン〈キャシー・モリアーティ〉）※ソフト版
- 孔雀王（羅我）
- クライムブローカー/仮面の誘惑（カーヴァー警部）
- グリース2（ポーレット・レブチャック）
- グリーン・デスティニー（碧眼狐〈チェン・ペイペイ〉）※テレビ朝日版
- グリンチ（ベティ・ルー・フー〈モリー・シャノン〉）※ソフト版
- グレムリン（ピート〈コリー・フェルドマン〉）※ソフト版
- クロウ/飛翔伝説（ダーラ〈アンナ・トムソン〉）※テレビ東京版
- K-9/友情に輝く星（トレイシー）※ソフト版
- 激走!5000キロ（アンジー）※TBS版
- ゲット・リッチ・オア・ダイ・トライン（祖母〈ヴィオラ・デイヴィス〉）
- 検事Mr.ハー/俺が法律だ（シンディ〈シンシア・ロスロック〉）
- ケンタッキー・フライド・ムービー（シーラ・ハミルトン、バーク夫人、エイダ・グロニク、エマおばさん、ヘルスタダー夫人）※ソフト版
- ゴーストバスターズ2（ジャニーン・メルニッツ〈アニー・ポッツ〉、エレイン〈クロエ・ウェッブ〉、ジェイソン〈ジェイソン・ライトマン〉）※機内上映版
- コーラスライン（シーラ・ブライアント）
- コールド マウンテン（サリー・スワンガー〈キャシー・ベイカー〉）※ソフト版
- コーンヘッズ（プライマット・コーンヘッド〈ジェーン・カーティン〉）
- 恋する遺伝子（アリス〈キャサリン・デント〉）※ソフト版
- 恋のゆくえ/ファビュラス・ベイカー・ボーイズ（スージー・ダイアモンド〈ミシェル・ファイファー〉）※機内上映版
- 氷の微笑（ベス・ガーナー〈ジーン・トリプルホーン〉）※フジテレビ版
- ゴッド・ディーバ（リリー・リャン）
- コナン・ザ・グレート（ヴァレリア〈サンダール・バーグマン〉）※日本テレビ版
- コニー&カーラ（コニー〈ニア・ヴァルダロス〉）
- この生命誰のもの（パット〈ジャネット・アイルバー〉）
- 殺したいほどアイ・ラブ・ユー（ロザリー・ボカ〈トレイシー・ウルマン〉）
- 殺し屋ハリー/華麗なる挑戦（クララ）
- 最'愛'絶叫計画（ロズ・ファクヤドー〈ジェニファー・クーリッジ〉）
- サウンド・オブ・ミュージック（マルガリータ〈アンナ・リー〉）※テレビ東京版
- ザ・キーパー 監禁（ルーシー・テイラー〈ヘレン・シェイヴァー〉）
- ザ・クラッカー/真夜中のアウトロー（ジェシー〈チューズデイ・ウェルド〉）
- ザ・グリード（トリリアン〈ファムケ・ヤンセン〉）※ソフト版
- さすらいの航海（ミーラ・ハウザー〈キャサリン・ロス〉）
- 殺人魚フライングキラー（ジェイ）※日本テレビ版
- ザッツ・ファビュラス!（エディナ・モンスーン〈ジェニファー・ソーンダース〉）
- ザ・プロフェッショナル（ベティ・クロフト〈パティ・ルポーン〉）
- サルサ!（ゴヤ）
- サン・ジャックへの道（クララ）
- シャーロットのおくりもの（ベッツィー〈リーバ・マッキンタイア〉）
- シャイン（ギリアン〈リン・レッドグレイヴ〉、レイチェル・ヘルフゴット）
- ジャック（ドロレス・デュランティ〈フラン・ドレシャー〉）※フジテレビ版
- ジャックと豆の木伝説（ケイト・ウィンストン博士〈マーゴット・キダー〉）
- シャドー（アン〈ダリア・ニコロディ〉）
- Shall We Dance?（ボビー）
- 17歳の処方箋（ミミ・スローカム〈スーザン・サランドン〉）
- ジュニア（アンジェラ〈パメラ・リード〉）
- ジュマンジ（ノラ・シェパード〈ビビ・ニューワース〉）※VHS・DVD版
- 女王陛下の007（ルビー）※TBS版
- 白いドレスの女（ローズ・クラフト）
- 人生はノー・リターン 〜僕とオカン、涙の3000マイル〜（ジョイス・ブリュースター〈バーブラ・ストライサンド〉）
- 新Mr.Boo!鉄板焼（ダイフク）
- スーパーガール（アルラ〈ミア・ファロー〉）
- スーパーマリオ 魔界帝国の女神（ダニエラ〈ダナ・カミンスキー〉）※日本テレビ版
- スガラムルディの魔女（グラシアナ・バレネチェア〈カルメン・マウラ〉）
- スター・ウォーズ/イウォーク・アドベンチャー（カタリーン〈フィオヌラ・フラナガン〉）※テレビ版、VHS版
- スタークリスタル（ラデラ〈ブリジット・ニールセン〉）
- スターシップ・トゥルーパーズ（デラディエ艦長〈ブレンダ・ストロング〉）※ソフト版
- スタートレックIII ミスター・スポックを探せ!（ヴァルクリス）※ソフト版
- スタートレックV 新たなる未知へ（ケイスリン・ダー）※機内上映版
- スタートレックVI 未知の世界（ウフーラ中佐〈ニシェル・ニコルズ〉）※VHS版
- スチュアート・リトル（ティナおばさん）※ソフト版
- ステージ・マザー（メイベリン〈ジャッキー・ウィーヴァー〉[72]）
- スティーブン・キング/アーバン・ハーベスト2（ジューン・ローズ〈カレン・ブラック〉）
- ステッピング・アウト（マキシーン〈エレン・グリーン〉）
- ストローカーエース（ペンブルック・フィーニー〈ロニ・アンダーソン〉）
- スネーク・フライト（グレース〈リン・シェイ〉）
- スペースバンパイア ※テレビ朝日旧録版
- スリーメン&ベビー（レベッカ・ダヴィッドソン〈マーガレット・コリン〉）※VHS版
- スリーメン&リトルレディ（エルスベス・ローマックス〈フィオナ・ショウ〉）
- 成功争ひ（娘の母〈アリス・ダヴェンポート〉）
- センターステージ（ナンシー・カミングス）
- 続・荒野の七人（ペトラ）※TBS版
- ダーティハリー2（ガズマンの女）※フジテレビ版
- ダーティハリー3（ミキ）
- ダーティ・メリー/クレイジー・ラリー（ミリー）※フジテレビ版
- ターナー&フーチ/すてきな相棒（ケイティ）※機内上映版
- ターミネーター（ナンシー）※テレビ朝日版
- 第一容疑者（バーバラ〈デニーズ・クロスビー〉）
- ダイナウォーズ/恐竜王国への大冒険（ティミーのママ）
- ダイ・ハード3（コニー・コワルスキー〈コリーン・キャンプ〉）※ソフト版
- タイムボンバー（ミス・ブルー）※VHS版
- タイムリミットは24時間（マリゴールド・バラード）
- ダイヤモンドの犬たち（ダニエル）
- 大列車強盗（エリザベス・トレント）※TBS版
- 007は二度死ぬ（アキ〈若林映子〉）※TBS版
- チーター・ガールズ3 in インド（アマールの母、レストランのマネージャー）
- チャップリンの女装（母〈マータ・ゴールデン〉）
- チャップリンの寄席見物（特別室の婦人〈シャーロット・ミノー〉）
- 追憶（キャロル〈ロイス・チャイルズ〉）
- ツイステッド（リサ〈カムリン・マンハイム〉）
- テイキング・ライブス（アッシャー夫人〈ジーナ・ローランズ〉）※テレビ朝日版
- 敵、ある愛の物語（マーシャ〈レナ・オリン〉）
- デス・レース2000年（アニー・スミス）
- デンジャラス・ガイズ（アイダ・ウォーカー〈メリッサ・レオ〉）
- デンジャラス・ビューティー（キャシー・モーニングサイト〈キャンディス・バーゲン〉）※ソフト版
- ドクター（ジューン・エリス〈エリザベス・パーキンス〉）
- ドクター・ドリトル（フクロウ〈ジェナ・エルフマン〉）※ソフト版
- ドナー（ファレル医師）
- ドラゴン危機一発（ウーマン）
- ドラゴン特攻隊（エルニュー[73]）※日本テレビ版
- トランザム7000（ウェイネット、フォクシー・レディ）
- ドリームチャイルド（サリー〈カリス・コーフマン〉、ネズミ）※テレビ朝日版
- トワイライト 葬られた過去（ヴァーナ・ホランダー〈ストッカード・チャニング〉）
- 永遠の語らい（ヘレナ〈イレーネ・パパス〉）
- ナイル殺人事件（スカイラー〈ジェニファー・ソーンダース〉[74]）
- ナポレオン（マリア・レティツィア・ボナパルト〈シニード・キューザック〉）
- 摩天楼はバラ色に（ベラ・ブレスコット〈マーガレット・ホイットン〉）※フジテレビ版
- ハードネス（シャロン〈シャノン・トゥイード〉）※テレビ東京版
- バートン・フィンク（オードリー・テイラー〈ジュディ・デイヴィス〉）※VHS版
- バーニング（ダイアン〈ケヴィ・ケンドール〉）
- バイオレント・サタデー（アリ・タナー〈メグ・フォスター〉）
- ハイスクール・ミュージカルシリーズ（ダーバス先生〈アリソン・リード〉）
  - ハイスクール・ミュージカル
  - ハイスクール・ミュージカル2
  - ハイスクール・ミュージカル/ザ・ムービー
- パイレーツ・ムービー（ルース）
- パウダー（ジェシー・コールドウェル〈メアリー・スティーンバージェン〉）
- 破壊!（ドリス）
- ハドソン・ホーク（ミネルバ〈サンドラ・バーンハード〉）※ソフト版・日本テレビ版
- パニック・ルーム（リディア・リンチ〈アン・マグナソン〉）※ソフト版
- パラダイム（ケリー〈スーザン・ブランチャード〉）
- 巴里の恋愛協奏曲（アルレット・プマイヤック）
- 遥かなる大地へ（グレース〈ミシェル・ジョンソン〉）
- ハロウィンII（カレン〈パメラ・スーザン・シュープ〉）
- ハワード -ディズニー音楽に込めた物語-（シャーリー・アッシュマン）
- バンガー・シスターズ（スゼット〈ゴールディ・ホーン〉）※機内上映版
- ピーウィーの大冒険（シモーヌ〈ダイアン・サリンジャー〉）
- ビー・バッド・ボーイズ（ジャマールの母〈アンナ・マリア・ホースフォード〉）
- 光の旅人 K-PAX（ドリス・アーチャー〈セリア・ウェストン〉）
- 陽だまりのイレブン（ジュジチ博士）
- ビッグ・トラブル（モニカ・ロメロ巡査〈ジャニーン・ガラファロー〉）
- ヒッチコック（アルマ・レヴィル〈ヘレン・ミレン〉）
- ビバリー・ヒルビリーズ/じゃじゃ馬億万長者（ジェーン・ハサウェイ〈リリー・トムリン〉）
- 美容師と野獣（ジョーイ・ミラー〈フラン・ドレシャー〉）
- ピラニア（マギー・マッキューン〈ヘザー・メンジース〉）
- ピンク・パンサー4（シモーヌ・レグリー〈ダイアン・キャノン〉）
- ファミリー・ゲーム/双子の天使（チェシー）
- フィービー・ケイツの 私の彼は問題児（ジェニー〈キャリー・フィッシャー〉）※VHS版
- フィールド・オブ・ドリームス（アニー・キンセラ〈エイミー・マディガン〉）※DVD版、（ビューラ・ケスニック）※日本テレビ版
- フィオナが恋していた頃（フィオナの母）
- フィッシャー・キング（アン〈マーセデス・ルール〉）
- フォーガットン（ポープ刑事〈アルフレ・ウッダード〉）
- フォー・フレンズ/4つの青春（ジョージア〈ジョディ・シーレン〉）
- フォーリング・ダウン（アマンダ・プレンダーガスト〈チューズデイ・ウェルド〉）※テレビ朝日版
- 不思議の国のアリス（ハートの女王〈フローラ・ロブソン〉）
- ふたりにクギづけ（シェール）
- 不滅の恋/ベートーヴェン（アンナ・マリー・エアデーディ伯爵夫人〈イザベラ・ロッセリーニ〉）
- ブラック・ナイト（女王）
- ブラックホール（ケイト・マクレー博士〈イヴェット・ミミュー〉）※ディズニー版
- フラッシュ・ゴードン（オーラ姫〈オルネラ・ムーティ〉）※テレビ朝日版
- ブラッディ・マロリー（レディ・ヴァランティーヌ / カルミラ・ベラドン〈ヴァレンティナ・ヴァルガス〉）
- ブラッド・ワーク（ジェイ・ウィンストン）※テレビ東京版
- プリズン（キャサリン〈チェルシー・フィールド〉）
- プリティ・プリンセス（グプタ教頭〈サンドラ・オー〉）
- プリティ・リーグ（ドリス・マーフィー〈ロージー・オドネル〉）※日本テレビ版
- ブリンクス（グラディス）※テレビ朝日版
- プロデューサーズ（ウーラ）
- ベートーベン4（ベス・ニュートン〈ジュリア・スウィーニー〉）
- ベスト・バディ  (デリラ〈ジェーン・シーモア〉)
- ペット・セメタリー（ゼルダ）※フジテレビ版
- ベティ・ルーは犯罪者?（アン・オーキン弁護士〈アルフレ・ウッダード〉）
- ボーはおそれている（モナ・ワッサーマン〈パティ・ルポーン〉[75]）
- 僕たちは天使じゃない!（フォン〈フォン・ボーボー〉）
- ぼくの伯父さん（ジョルジェット）※テレビ朝日版
- ポリスアカデミー（ラヴァーン・フックス〈マリオン・ラムジー〉）
- 香港発活劇エクスプレス 大福星（チャンの妻〈アリス・ラウ〉）
- ホンコン・フライド・ムービー（ホイの義母）
- マイ・ガール2（ローズ・ジグモンド〈クリスティーン・エバーソール〉）※ソフト版
- マイ・ブルー・ヘブン（リンダ〈デボラ・ラッシュ〉）
- M★A★S★H マッシュ（ディッシュ中尉）※LD版
- マッドライダー（トラッシュ）
- マネーゲームで大逆転/しゃべった!走った!もうかった!（ヴィクトリア・ペイトン）
- マリーゴールド・ホテルで会いましょう（マッジ・ハードキャッスル〈セリア・イムリー〉）
- マリーゴールド・ホテル 幸せへの第二章（マッジ・ハードキャッスル〈セリア・イムリー〉）
- マルキ（ジュリエット）
- マンハッタン無宿（ミリー）※日本テレビ版
- マンハッタン・ラプソディ（クレア〈ミミ・ロジャース〉）
- ミート・ザ・ペアレンツ2（ロズ・フォッカー〈バーブラ・ストライサンド〉[76]）
- ミート・ザ・ペアレンツ3（ロズ・フォッカー〈バーブラ・ストライサンド〉[77]）
- ミクロキッズ（メイ・トンプソン〈クリスティン・サザーランド〉）※ソフト版
- Mr.ウッドコック -史上最悪の体育教師-（ビヴァリー〈スーザン・サランドン〉）
- ミスター・サタデー・ナイト（エレイン・ヤング〈ジュリー・ワーナー〉）
- Mr.ダマー2 1/2（ジャクリーン・トロー〈ジェニファー・クーリッジ〉、チャールズの助手）
- ミラクル・ペティント（オリヴィア）
- ミリオンダラー・ホテル（ヴィヴィアン〈アマンダ・プラマー〉）
- ミルク・マネー（V〈メラニー・グリフィス〉）
- むく犬ディグビー（ビリー・ホワイト〈リチャード・ボーモント〉）※VHS版
- 名犬ラッシー/ラッシーの大冒険（ティミー・マーティン〈ジョン・プロヴォスト〉）※VHS版
- めぐり逢えたら（ヴィクトリア）※ソフト版
- Merry Christmas! 〜ロンドンに奇跡を起こした男〜（エリザベス・ディケンズ〈ガー・ライアン〉）
- メリー・ポピンズ（エレン）※ソフト版
- 猛獣大脱走（スージー・シュワルツ）
- 燃えよドラゴン（ラン〈アンジェラ・マオ〉）※テレビ朝日版
- モニカ・ベルッチ ジュリア（シンティッラ）
- 野獣教師（ジェーン・ヘツコ〈ダイアン・ヴェノーラ〉）※VHS版
- ヤング・フランケンシュタイン（エリザベス〈マデリーン・カーン〉）※LD版
- 夢の降る街（グレース〈フランシス・マクドーマンド〉）
- ゆりかごを揺らす手（マリーン〈ジュリアン・ムーア〉）※ソフト版
- 48時間（ケイシー）※日本テレビ旧録版
- ライオンと呼ばれた男（エレーヌ）
- ラスト・アクション・ヒーロー（アイリーン・マディガン〈マーセデス・ルール〉）※ソフト版
- ラットレース（ビバリー・ピア〈キャシー・ナジミー〉）
- ラブ&クライム（サラ・ジェームズ〈メラニー・グリフィス〉）
- ランボー ラスト・ブラッド（マリア・ベルトラン〈アドリアナ・バラッザ〉[78][79]）
- リジー・マグワイア・ムービー（アンガーマイヤー校長〈アレックス・ボースタイン〉）
- 理想の恋人.com（ドリー〈ストッカード・チャニング〉）
- リトル・ヴォイス（マリー・ホフ〈ブレンダ・ブレッシン〉）
- リベンジ（ロック・シンガー〈サリー・カークランド〉）※VHS版
- ル・ブレ（ポーリーヌ・レジオ〈ロッシ・デ・パルマ〉）
- -less［レス］（ローラ・ハリントン〈リン・シェイ〉）
- ロミー&ミッシェル（ヘザー・ムーニー〈ジャニーン・ガラファロー〉）
- ワイアット・アープ（マッティ・ブレイロック〈メア・ウィニンガム〉）※ソフト版
- ワイルドキャッツ（モリー〈ゴールディ・ホーン〉）
- 笑いのガス（歯科医の妻〈アリス・ハウエル〉）
- ワンス・アポン・ア・タイム・イン・アメリカ（少女時代のペギー）※テレビ朝日版

#### ドラマ
- アウトサイダー（ジーニー・アンダーソン〈メア・ウィニンガム〉）
- アガサ・クリスティー ミス・マープル
  - 予告殺人（セイディ・スウェッテナム）
  - スリーピング・マーダー（ジャネット・アースキン〈ドーン・フレンチ〉）
  - バートラム・ホテルにて（ベス・セジウィック〈ポリー・ウォーカー〉）
  - 蒼ざめた馬（サーザ・グレイ〈ポーリーン・コリンズ〉）
- アガサ・オール・アロング（リリア・コルデルー〈パティ・ルポーン〉）
- アグリー・ベティ3（ジョディ〈バーナデット・ピーターズ〉）
- アストリッドとラファエル 文書係の事件録（パトリシア〈ジュリー・アーノルド〉）
- アナザー・ライフ〜天国からの3日間〜 パイロット版（メアリー・フリン）
- アメリカン・ヒーロー
- アルフ
  - シーズン1 #16（ブレンダ）
  - シーズン3 #23（イレーン・オクモニック）
- ER緊急救命室
  - シーズン1 #22（ディブル夫人〈デブラ・ジョー・ラップ〉）
  - シーズン2 - 13・15（ケリー・ウィーバー〈ローラ・イネス〉[80]）
- V & V2 〜ビジターの逆襲（ダイアナ〈ジェーン・バドラー〉）※日本テレビ版
- WITHOUT A TRACE/FBI 失踪者を追え!（ジュビリー〈ウェンディ・マッケナ〉）
- ウェアウルフ・バイ・ナイト（ヴェルッサ）
- NCIS:LA 〜極秘潜入捜査班（アレクサ・コメスク）
- NCIS: ニューオーリンズ シーズン3 #4（シルビア・ランド）
- NCIS 〜ネイビー犯罪捜査班
  - シーズン2 #13（メアリー・ハンラン）
  - シーズン7 #21（マギー・リード）
- エレメンタリー5 ホームズ&ワトソン in NY #14（レイナ・カーノ〈キャシー・ナジミー〉）
- 俺がハマーだ!（ドリー・ドロー〈アン＝マリー・マーティン〉）
- がんばれ!ベアーズ（ルディ・スタイン）
- 宮廷女官チャングムの誓い #1 - #5（チェ最高尚宮）
- 救命医ハンク4 セレブ診療ファイル（フランチェスカ）
- 恐竜家族（フランシス「フラン」・シンクレア）
- ギルモア・ガールズ（クリスチャン・アマンプール）
- クリスマスに雪は降るの?（ガンジンの母）
- クリミナル・マインド4 FBI行動分析課（ヴァネッサ）
- グレイズ・アナトミー 恋の解剖学（ジョディ・クロウリー〈エイドリアン・バーボー〉）
- 刑事コロンボシリーズ
  - 刑事コロンボ 祝砲の挽歌（ブレイディ女史〈マデリーン・ソントン・シャーウッド〉）※完全版追加収録部分
  - 新・刑事コロンボ 復讐を抱いて眠れ（ヴェリティ・チャンドラー〈ルー・マクラナハン〉）※WOWOW版
- 刑事マルティン・ベック（グン・コルベリ）
- ケインとアベル（メラニー・リロイ）
- コーリー ホワイトハウスでチョー大変!（バンダースライス先生）
- こちらブルームーン探偵社
  - シーズン3 #1（ステファニー）
  - シーズン4 #3（ジラーディ夫人）
- ザ・タイタニック/運命の航海（モリー・ブラウン〈マリル・ヘナー〉）
- さよならポワロ！〜世界が愛した名探偵・25年の軌跡〜（ミシェル・バック）
- CSI:10 科学捜査班（シャーリー）
- シークレット・アイドル ハンナ・モンタナ（パンケーキ）
- シェキラ!（マーシャ・サンダース）
- シカゴ・ホープ（ケイト・オースティン〈クリスティーン・ラーティ〉）
- シドニー・シェルダンの明日があるなら（バーサ〈スーザン・ティレル〉）※VHS版
- ジム・ヘンソンのストーリーテラー（悪い姉2〈ドーン・フレンチ〉）
- シャーロック・ホームズの冒険
  - 青い紅玉（キャサリン・キューザック）
  - マスグレーブ家の儀式書（ジャネット・トレガリス）
  - サセックスの吸血鬼（ドロレス〈ジュリエット・オーブリー〉）
- 宿敵 因縁のハットフィールド&マッコイ（サリー〈メア・ウィニンガム〉）
- 主任警部アラン・バンクス2（バンクスの母）
- 私立探偵マグナム
  - シーズン1 #4（リンダ・ブートン）
  - シーズン2 #10（ケンドル・チェイス）
- 新スタートレック
- 新スパイ大作戦（シャノン・リード〈ジェーン・バドラー〉）
- 新・ヒッチコック劇場 シーズン1 #4（シャーリー）
- スーパーキャリア/超巨大空母緊急出動!（ルース・"ビー・ビー"・ルトコフスキー）
- スカーレット/続・風と共に去りぬ（ベル・ワトリング〈アン＝マーグレット〉）
- スタートレック:ディープ・スペース・ナイン（キラ・ネリス〈ナナ・ヴィジター〉）
- スノー・クイーン 〜雪の女王〜（ミナ）
- セサミストリート（ロジータ、ティッフィー、スーザン）※テレビスペシャル版
  - セサミストリート: 世界の国からハッピーニューイヤー
  - エルモのクリスマス
- S.W.A.T.（シャリース・ハレルソン）
- SOAP ソープ（エレーヌ・レフコウィッツ）
- 捜査官カタリーナ・フス（イレーヌ・フス〈カイサ・エルンスト〉[81]）
- 狙撃者/ボーン・アイデンティティ（マダム・ジャクリーヌ）※ソフト版
- 空飛ぶ鉄腕美女ワンダーウーマン（エッタ・キャンディ〈ベアトリス・コーレン〉）
- そりゃないぜ!? フレイジャー（ロズ・ドイル）
- ダークエンジェル（マダムX〈ナナ・ヴィジター〉）※テレビ朝日版
- 第一容疑者2 顔のない少女（レイチェル）
- 地球防衛軍テラホークス（シスター）※英の人形劇
- 地上最強の美女たち!チャーリーズ・エンジェル
  - シーズン2 #1（エワ・サコ）、#5（ビリー・ジョリーン）、#20（ベッツィ・ハーパー）
  - シーズン3 #15（アニー・コリンズ）
- 超音速攻撃ヘリ エアーウルフ
  - シーズン1 #10（ダイアナ・ノリス）
  - シーズン2 #19（ケリー・デイトン）
  - シーズン3 #17（バーバラ・スカレリー）
- 超音速ヒーロー ザ・フラッシュ（レベッカ・フロスト〈デニーズ・クロスビー〉）※日本テレビ版
- デスパレートな妻たち（マーサ・フーバー）
- デックスの恐竜図鑑
- デンジャラス・ウーマン（ベティ・エイブラムス）
- トーチウッド 人類不滅の日（フランシス・フィッシャー）
- 24 -TWENTY FOUR- シーズン1 - 3（シェリー・パーマー〈ペニー・ジョンソン・ジェラルド〉[82]）
- 特捜刑事マイアミ・バイス シーズン1 #20（ブレンダ〈キム・グライスト〉）
- 特攻野郎Aチーム
  - シーズン2 #1（トビー・グリフィン）、#19（キャサリン）
  - シーズン3 #23（キャシー・ロジャース〈クローディア・クリスチャン〉）
  - シーズン4 #1（マルタ）、#12（ジョディ・ジョイ）、#17（デブラ・デューク）
- トンイ（禧嬪母 ユン氏）
- ナース・ジャッキー2（エレイン）
- NIKITA / ニキータ（マデリーン・ピアース〈アルバータ・ワトソン〉）
- ノンストップ・スリラー「暴走地区-ZOO-」（ニールセン博士）
- バイオニック・ウーマン（ルース・トレッドウェル）
- HAWAII FIVE-0（ドリス・マクギャレット〈クリスティーン・ラーティ〉）
- ビクトリアス（ヘレン）
- ヒルストリート・ブルース（パッツィ・メイヨ）
  - シーズン1 #15（ビー・ジー）
  - シーズン2 #10（エミリー・ウィリアムズ）、#18（コレッタ）
- FIRES〜オーストラリアの黒い夏〜 #6（カリス〈ノニ・ハズルハースト〉[83]）
- フェイク・フィアンセ（キャサリン）
- ふたりは最高!ダーマ&グレッグ（アビー〈ミミ・ケネディ〉）
- ふたりはふたご #17（マークの母親〈スアンヌ・スポーク〉）
- プライベート・プラクティス4（ヒラリー）
- THE BLACKLIST/ブラックリスト
  - シーズン1 #2（フロリアナ・カンポ〈イザベラ・ロッセリーニ〉）
  - シーズン5 #14（デロレス）
  - シーズン6 #10（ロレッタ）
- FRINGE/フリンジ（アン・マシス〈マーサ・プリンプトン〉）
- 冒険野郎マクガイバー シーズン2 #1（ジル・メリッサ・ラドラム博士）、#17（影〈リー・パーセル〉）
- ホテル・バビロン（ヘレン）
- マードック・ミステリー 〜刑事マードックの捜査ファイル〜（サリー・スムート）
- MACGYVER/マクガイバー シーズン1 #13 - （マティ・ウェバー〈メレディス・イートン〉）
- マット・ルブランの元気か〜い?ハリウッド!（ベヴァリー・リンカーン〈タムシン・グレイグ〉）
- 名探偵ポワロ ビッグ・フォー（マダム・オリヴィエ〈パトリシア・ホッジ〉）
- 名探偵モンク2　#16（シルビア）
- メルローズ・プレイス（ジョー・レイノルズ〈ダフネ・ズニーガ〉）
- 世にも不思議なアメージング・ストーリー シーズン1 #4（助監督〈パメラ・ゲスト〉）
- ラバーン&シャーリー シーズン1 #9（ロンダ）
- レストランは大騒ぎ!（キャシー・クランストン）
- レット・イット・シャイン（ゲイル・デバージュ）
- ROME［ローマ］（アティア〈ポリー・ウォーカー〉）
- ロイヤル・スキャンダル 〜エリザベス女王の苦悩〜（カミラ・パーカー・ボウルズ）
- ロストワールド3 〜失われた世界〜 #20（ダイアナ）
- ロマノフ家の末裔 〜それぞれの人生〜 第4話「秘密の重み」（マリリン・ホプキンス〈メアリー・ケイ・プレイス〉）
- 私の期限は49日

#### アニメ
- アイス・エイジ
- アイドル忍者タートルズ（ロータス・ブロッサム）※BS2版
- アラジン完結編 盗賊王の伝説（お告げの杖の精）
- アラジンの大冒険（ミラージュ）
- アンデルセン・ストーリーズ（ゲルダ）
- アントブリー（ルーカスの母）
- インサイド・ヘッド（夢の監督）
- 子猫になった少年（ピーパーズ）
- コビーの冒険（オリビア）
- コララインとボタンの魔女 3D（ピンク）
- サブリナ 永遠の友達（女王）
- ザ・リプレイス 大人とりかえ作戦（飼育員）
- ジャッキー・チェン・アドベンチャー（トールの母）
- しろくまのクロード（おばあちゃん）
- スタートレック:ローワー・デッキ（キラ・ネリス）
- ストレンジ・ワールド/もうひとつの世界（ロー[84]）
- スワン・プリンセス3/禁断の書（ゼルダ）
- スヌーピーとチャーリー（シャーミー）
- スヌーピーとチャーリーブラウン（ルーシー・ヴァンペルト）
- ダンボ（プリシー）※1983年再公開版
- ちいさなプリンセス ソフィア（マダム・ユベッチャ）
- チップとデールの大作戦（アーウィーナ）
- テイルスピン（レベッカ）
- トイ・ストーリーシリーズ（アンディのママ〈デイビス夫人〉）
  - トイ・ストーリー
  - トイ・ストーリー2
  - トイ・ストーリー3
  - トイ・ストーリー4（マーガレット）
- トランスフォーマーシリーズ
  - 戦え!超ロボット生命体トランスフォーマー（エリータ・ワン[85]、アロン[85]）
  - トランスフォーマー ザ・ムービー（ウィーリー）
  - 戦え!超ロボット生命体トランスフォーマー2010（ウィーリー、メリッサ大尉[86]、カーリー[86]）
- パパはグーフィー（ペグ）
- ピンクパンサー（クイーンコング）
- まんが宇宙大作戦（レス）
- リトル・レッド レシピ泥棒は誰だ!?（パケットおばあさん）
  - リトル・レッド2 〜ヘンゼルとグレーテル誘拐事件!?〜（パケットおばあさん）
- ルイスと未来泥棒（クランクルホーン博士）
- ロボコップ The Animation（タイラー博士）
- わんぱくダック夢冒険（マジカ・デ・スペル、グリッタリング・ゴールディ〈キララ・ゴールディ〉）
  - ダックテイルズ（マジカ・デ・スペル）

### テレビドラマ
- 傷だらけの天使
- 気まぐれ天使
- 熱中時代・先生編第1シリーズ第6話（若葉台小学校事務員）

### テレビ番組
- NHK高校講座 美術（ナレーション）

### 映画
- トラック野郎・突撃一番星（1978年、東映） - 受信機からの声

### 特撮
- SFドラマ 猿の軍団（バップの声）
- 大鉄人17（トミー少年の声）
- 冒険ロックバット（ミミーちゃんの声）

### 人形劇
- NHK教育 こどもにんぎょう劇場
  - 「みどりのゆび」
  - 「長くつ下のピッピ」
  - 「紳士とオバケ氏」（キンブチさん、ナレーション）